# Ccsimdzsilbang
A ccsimcsilbangok (hangul: 찜질방; handzsa: 찜질房) dél-koreai fürdőhelyek, amelyek az 1990-es években váltak népszerűvé.
Ezek nemek szerint vannak elkülönítve, és jellemzően pezsgőfürdőkkel, zuhanyzókkal, hagyományos koreai szaunákkal és masszázsasztalokkal rendelkeznek. A ccsimcsil (찜질) a fűtést, a bang (방) a szobát jelenti. Az épület más részein vagy emeletein uniszex helyiségek találhatók, általában büfével, ondol-fűtésű padlóval a pihenéshez és alváshoz, széles képernyőjű tévékkel, edzőtermekkel, jégszobákkal, fűtött sószobákkal, PC bangokkal, norebanggal és hálószobákkal, amelyek emeletes ágyakkal vagy hálózsákokkal vannak felszerelve. Több hálószobának van saját témája. A ccsimcsilbangok olyan szobákkal rendelkeznek, ahol a hőmérséklet megfelel a vendégek által preferált szintnek. A falakat különböző faanyagokkal, ásványokkal, kristályokkal, kövekkel és fémekkel díszíthetik, hogy a hangulat és az illat természetesebbé legyen. A felhasznált anyagok hagyományos koreai gyógyászati célokat szolgálnak. Sok ccsimcsilbang egész nap nyitva tart, és a dél-koreai családok kedvelt hétvégi kirándulóhelye. Néhány ccsimcsilbang lehetővé teszi a vendégek számára, hogy ott éjszakázzanak. A dél-koreai férfiak, különösen azok, akik a családjuktól távol dolgoznak, vagy késő estig kint maradnak inni vagy dolgozni, a ccsimcsilbangokban alszanak. A ccsimcsilbangokban előfordul a lopás, általában az okostelefonokat tulajdonítják el.